# Lauvsnes
Lauvsnes este o localitate din comuna Flatanger, provincia Nord-Trøndelag, Norvegia, cu o suprafață de 0,48 km² și o populație de 406 locuitori (2013).